# VL
VL är ett varumärke för den kollektivtrafik i Västmanlands län för vilken Region Västmanland är regional kollektivtrafikmyndighet. Sedan 1 januari 2012 är Kollektivtrafikförvaltningen, en enhet inom Region Västmanland, trafikhuvudman för kollektivtrafiken, såväl stadsbussarna i Västerås som landsbygdstrafiken inom länet. Förvaltningen bedriver busstrafiken genom Svealandstrafiken AB som ägs gemensamt av Region Västmanland och Region Örebro län. Tidigare har VL även bedrivit länstågtrafik och då med Statens Järnvägar (SJ) som entreprenör men den verksamheten överfördes 2001 till regionägda Tåg i Bergslagen.  Antal resenärer för VL var drygt 8 miljoner 2009. VL står för Västmanlands lokaltrafik som var namnet på det landstingsägda företag som tidigare ansvarade för trafiken. Förvaltningen använder beteckningen VL som ett produktnamn och logotyp, men den utgör därvid ingen förkortning.
Fram till 2012 var Västmanlands Lokaltrafik AB (VL) trafikhuvudman för kollektivtrafiken i Västmanlands län. Det ägdes av landstinget och kommunerna i länet.